# Penicilioza cebul

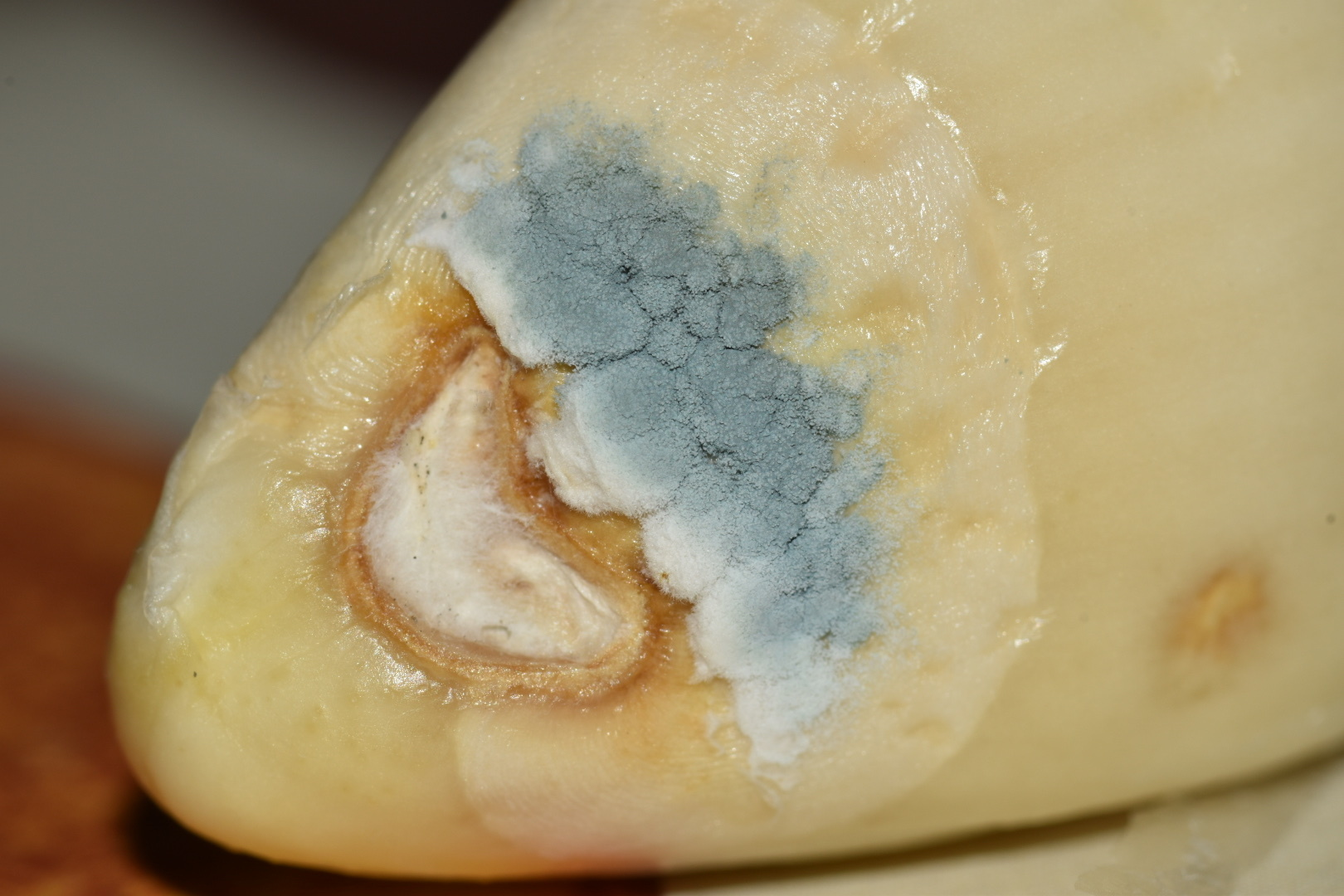
Penicilioza na ząbku czosnku

Penicilioza cebul, zgnilizna pędzlakowa – grupa grzybowych chorób cebul roślin wywołana przez liczne gatunki mikroskopijnych grzybów z rodzaju Penicillium (pędzlak). Występuje na cebulach warzyw cebulowych (cebula zwyczajna, czosnek, por) oraz na licznych gatunkach cebulkowych roślin ozdobnych. Opracowanie „Polskie nazwy chorób roślin uprawnych” wymienia następujące peniciliozy:
- penicilioza amarylisa (Penicillium hirsutum Dierckx)
- penicilioza cebul lilii (Penicillium spp.)
- penicilioza cebul śniedka (Penicillium spp.)
- penicilioza czosnku ozdobnego (Penicillium spp.)
- penicilioza frezji (Penicillium spp.)
- penicilioza fritilarii (Penicillium spp.)
- penicilioza hiacynta (Penicillium spp.)
- penicilioza irysa (Penicillium hirsutum Dierckx)
- penicilioza krokusa (Penicillium spp.)
- penicilioza mieczyka (Penicillium spp.)
- penicilioza tulipana (Penicillium hirsutum Dierckx)
- penicilioza zimowita (Penicillium spp.)

## Objawy i szkodliwość
Łuski cebul porażonych przez Penicillium początkowo stają się twarde i suche, a później gąbczaste. W końcowym etapie cebule miękną i powstaje w nich mokra zgnilizna, której towarzyszy zwykle zapach stęchlizny.
Najczęściej występującym gatunkiem pędzlaków na cebulkach roślin ozdobnych jest Penicillium hirsutum. W czasie badań nad porażonymi cebulkami szafirka armeńskiego w różnych latach stanowił on od 53,7 do 92% stwierdzonych gatunków patogenów. Na porażonych przez niego cebulkach łuski były lekko zagłębione i pokryte brunatnymi plamy o ciemniejszym brzegu. Występował także zielonkawy nalot zarodnikującej grzybni. P. hirsutum rozwija się na powierzchni cebul i wnika poprzez uszkodzenia ich skórki do wnętrza cebuli. Zazwyczaj nie atakuje cebul zdrowych. Przy długim okresie przechowywania cebul porażeniu ulegają wierzchołki korzeni i następuje zgnilizna tkanek w ich bezpośrednim sąsiedztwie. Gdy porażone cebulki zostaną wysadzone do gleby choroba rozwija się nadal i może doprowadzić do zamierania roślin w okresie wegetacji.
W badaniach nad cebulkami roślin sparaksis uprawianymi w okolicach Lublina wykryto kilka innych gatunków pędzlaków: Penicillium gladioli, Penicillium funiculosum, Penicillium spinulosum, Penicillium paxilli, Penicillium ochrochloron.

## Zapobieganie
Choroba atakuje głównie cebule, które zostały uszkodzone podczas zbioru, czyszczenia i sortowania. Zapobieganie polega więc na unikaniu obijania i uszkadzania cebul podczas zbioru. Zebrane z pola cebule należy szybko suszyć. Zaleca się przechowywanie cebul w niskiej temperaturze, ok. 5 °C i niskiej wilgotności względnej. W zwalczaniu choroby skuteczne jest profilaktyczne nasączenie cebul odpowiednim fungicydem.